# 野村理沙
野村 理沙（のむら りさ、1971年12月24日 - ）は、日本の元AV女優。愛くるしい容貌とは裏腹の淫乱ぶりで人気を得た。

## 略歴
東京都出身。1990年代前半に作品がリリースされた。1991年AVデビュー。約2年間で、ハードコアを中心にレズビアン、SM、イメージ写真集まで多彩に出演。性交シーンでは絶叫・痙攣など激しい反応を見せた。10年以上が経ってもそのビデオは中古市場で高値をつけている。
痩身ながら、大きく張り出した臀部が特徴。右記スリーサイズはデビュー作「理沙の男頭処理係」（1991年）で紹介された数値。83-59-86と紹介されることもある。

## 作品

### アダルトビデオ
単体／オムニバス
- マイ・ブルー・ヘブン(1991年、KUKI／実相寺昭雄監督)
- 理沙の男頭処理係(1991年、KUKI) - AV単体デビュー作
- 理沙の失神寸前1.5秒前(1991年、KUKI)
- 張型迷惑(1991年、KUKI)
- 痙攣狂い腰(1991年、KUKI)
- エロゲリラ(1991年、アテナ)
- 炎の記憶(1991年、KUKI)
- レイプ魔の棲む肉体(1991年、レジェンド)
- 乙女の生下着(1992年、オフ)
- 媚薬館スペシャル2 いやらしい生下着(1992年、ファイブスター)
- 美容師ハードレズ(1992年、ぴあす)
- 女子校生ブルマー日記(1992年、ゴリラ)
- クライマックスはおくちで2(1992年、笠倉出版)
- ジーザス栗と栗鼠スーパースタースペシャル(1992年、V&Rプランニング)
- スーパーマドンナメイトSM学園(1992年、二見書房)
- 好色選挙法違反(1992年、アリーナ)
- ボディコンハンター四(1992年、シネマジック)
- 女校生緊縛図鑑～お姉さまと一緒(1992年、大洋図書)
- 緊縛堕天使(1993年、大洋図書)

編集／再発
- ナース天国SPECIAL1(1992年　笠倉出版)
- マドンナメイトスペシャルIII 特撮版 ～欲望の極限に挑みます～(1992年、二見書房)
- ムーンライトバニースペシャル2 激撮FiveGals(1992年、ファイブスター)
- 豪華絢爛！ジーザス栗と栗鼠スーパースター ウルトラスペシャル(1992年、V&Rプランニング)
- THE BEST OF 発射 SPECIAL～ザ・ベスト・オブ・発射スペシャル～Vol．12(1992年、アリーナ)
- ザ・ロープハンティング3(1993年　シネマジック)
- AVギャル烈伝Ⅳ［500人完結シリーズ］(1993年、笠倉出版)
- あぶない若妻スペシャル 全20人(1993年、笠倉出版)
- ブルマーイノセント(1994年、カルロ)
- もぎたてブルマー(1994年、桜桃書房)
- 女子校生緊縛図鑑DX(2001年、大洋図書)
- ジーザス栗と栗鼠外伝 ～涙のスペルマ20人スペシャル～(2002年、V&Rプランニング)
- ボディコンハンター(2003年、シネマジック)

映画／イメージビデオ
- WaiWaiくらぶ第10号（リイド社）
- 日本・香港AV猟奇殺人事件～ザ・オールナイト・ロング～(2004年／香港映画)

### 写真集
- KISS ME(1992年／三和出版)
- レイプ願望(1993年／二見書房)
- 誘惑美少女(1997年／黒田出版興文社)